# Chimarrhodella galeata
Chimarrhodella galeata är en nattsländeart som först beskrevs av Martynov 1912.  Chimarrhodella galeata ingår i släktet Chimarrhodella och familjen stengömmenattsländor. Inga underarter finns listade i Catalogue of Life.